# Rhizophora mucronata
Rhizophora mucronata Lam., 1804, és una de les espècie de plantes constituents del manglar; Pertany a la família Rizoforàcies, està molt estès als boscos costaners dels oceans Pacífic occidental i Índic.
Els noms vulgars en anglès són loop-root mangrove (referent a la forma de les arrels), red mangrove o asiatic mangrove.

## Descripció
Rhizophora mucronata és un arbre perennifoli de mida petita a mitjana que creix fins a una alçada d’uns 20 a 25 metres a la riba dels rius. A la vora del mar mostren una alçada més típica de 10 o 15 metres. Els arbres més alts es troben més a prop de l'aigua i els arbres més baixos a l'interior. L'arbre té un gran nombre d'arrels aèries que donen estabilitat al tronc. Les fulles són el·líptiques i solen tenir uns 12 centímetres de llarg i 6 centímetres d'ample. Tenen puntes allargades però sovint es trenquen. Hi ha berrugues d'aspecte surenc a les parts inferiors pàl·lides de les fulles. Les flors es desenvolupen en borrons axil·lars a les branques. Cadascuna té un calze dur de color crema amb quatre sèpals i quatre pètals blancs i peluts. Les llavors són vivípares i comencen a desenvolupar-se quan encara són unides a l'arbre.

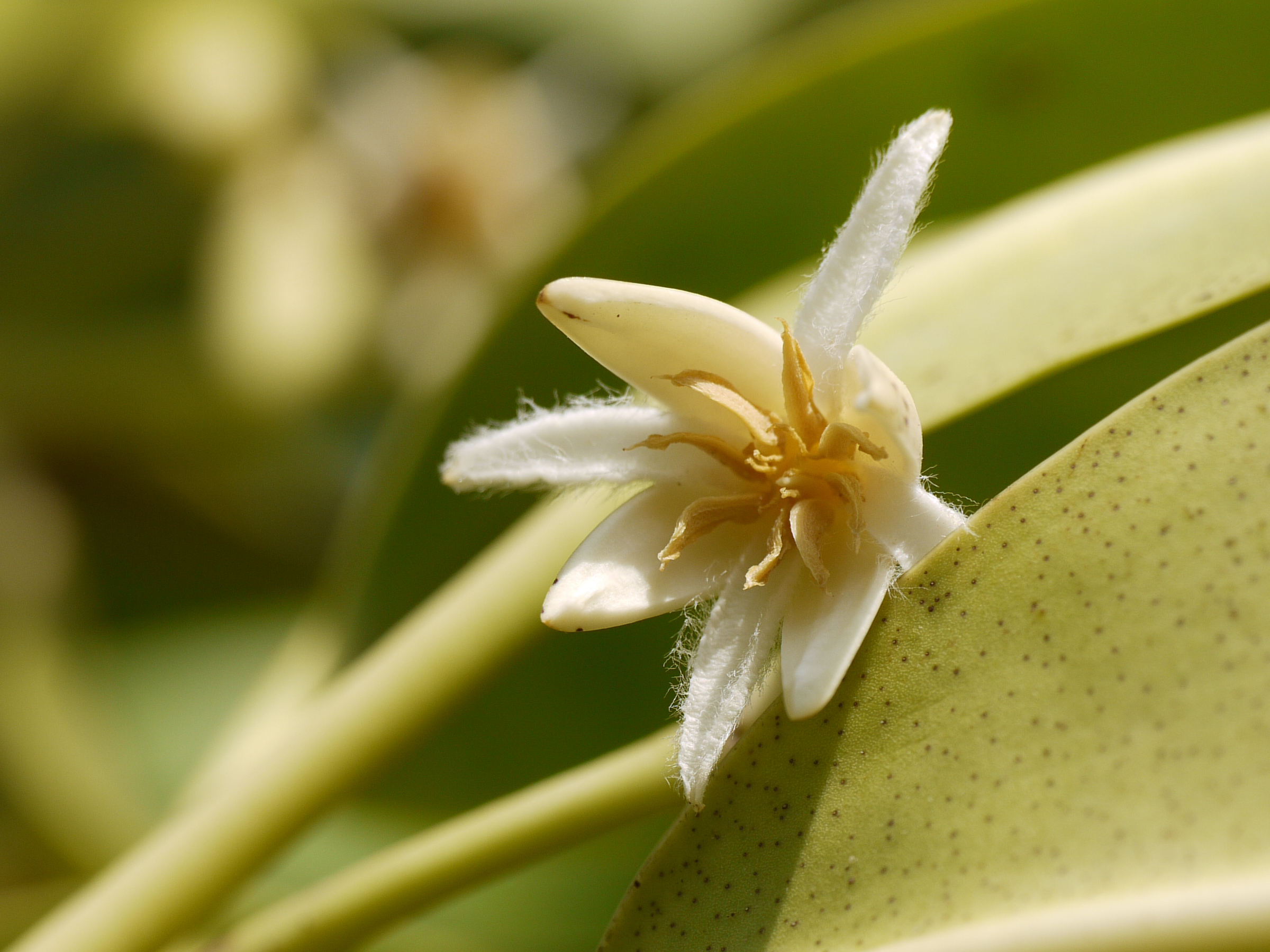
Flor de R. mucronata

L'arrel comença a allargar-se i pot arribar a la longitud d’un metre o més. El propàgul se separa de la branca quan està prou ben desenvolupat per arrelar-se al fang que hi ha a sota.

## Distribució i hàbitat

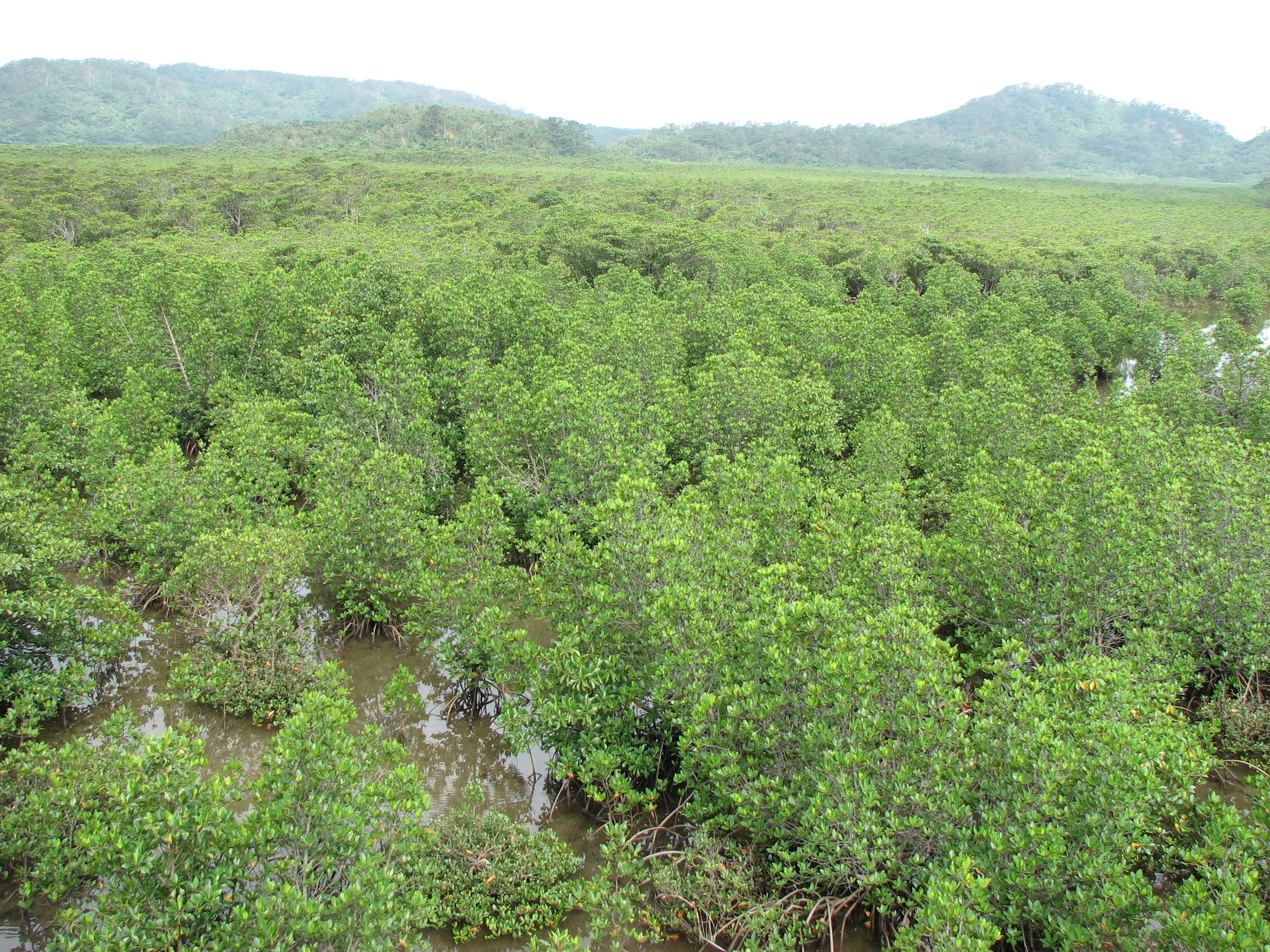
Manglar de Rhizophora mucronata a l'illa Iriomote (Okinawa)

Rhizophora mucronata es troba a la regió indo-pacífica a la vora dels rius i a la vora del mar. És l'única espècie de mangle que es troba a l'Àfrica oriental. R. mucronata es cria a l’Àfrica (al sud-est d'Egipte; l'est de Etiòpia; l'est de Kenya; Madagascar; Maurici; Moçambic; les Seychelles; Somàlia; vora oriental de Sud-àfrica fins a Nahoon, el bosc de mangle més meridional d’Àfrica; sud-est del Sudan; i l'est Tanzània); Àsia (a Myanmar; Cambodja; Índia; Pakistan; Iran; Indonèsia; les illes Ryukyu del Japó; Malàisia; Papua Nova Guinea; Filipines; Sri Lanka; Taiwan; Tailàndia; i el Vietnam) al Pacífic Sud (a les illes Salomó; i Vanuatu) i Austràlia (al nord del Territori del Nord; i al nord de Queensland).
L'hàbitat natural de Rhizophora mucronata són els estuaris, les cales subjectes a marees i les zones costaneres planes sotmeses a inundacions mareals diàries. Sembla ser més tolerant a la inundació que altres espècies de mangles i sovint forma una franja perenne a les zones de mangles. De vegades es produeix com una formació boscosa pura o pot créixer amb Rhizophora apiculata. El mangle vermell és un arbre protegit a Sud-àfrica.